# Marenburch
Marenburch was een kasteel in het Nederlandse dorp Rhoon, provincie Zuid-Holland.
De uit Zeeland afkomstige Biggo van Duveland kreeg in 1199 door aankoop een deel van domein Roden in bezit. Het ging om een gebied dat nog onbedijkt was. Biggo kreeg van de Hollandse graaf het recht om dit gebied te bedijken en er een kasteel bouwen; over het gebied ontving hij de lagere rechtspraak, de tienden, het patronaatsrecht en het visrecht. Vervolgens hield Biggo het gebied in leen van de graaf.
Marenburch zal het eerste kasteel zijn geweest van Rhoon en werd gebouwd door Biggo van Duveland. In 1394 droeg Boudyn van Roden - een nazaat van Biggo - het goed in leen op aan Jan van Arkel en het ging hierbij ook om 'den ouden toerne', oftewel het kasteel.
In 1421 brak de dijk door tijdens Sint-Elisabethsvloed en veroorzaakte onder andere een wiel. Het kasteel is hierbij ten onder gegaan. Hierna werd 500 meter westelijker het kasteel van Rhoon gebouwd, vermoedelijk ook op de resten van een oudere voorganger.
In de jaren 20 van de 20e eeuw is een fundering gevonden, opgebouwd uit kloostermoppen. Nader onderzoek in 1962 en 1975 bevestigde de vondsten. Tevens bleek dat voor de fundering van de brug bij het huidige kasteel gebruik is gemaakt van bakstenen van het verwoeste Marenburch.
Het kasteel was waarschijnlijk een woontoren. De naam Marenburch is afkomstig van een kaart uit circa 1530.
Abbenbroek · Abspoel · Adegeest · Slot Alkemade ·  Altena · Arkelsburg · Bellesteyn · Huis ten Berghe · Binckhorst · Binnenhof · Blijdestein · Te Blotinghe · Boekenburg · Boekhorst · Boshuysen · Bulgersteyn · Burcht (Leiden) · Burcht (Voorne) · Slot Capelle · Coebel · Cranenburg · Crayestein · Cronesteyn · Crooswijk · Develstein · 't Huys Dever · Dirks Steenhuis · Ter Does · Duivenstein · Duivenvoorde · Endegeest · Endepoel · Foreest · Giessenburg · Gravensteen · Groot Haesebroek · 's Heeraartsberg · Hof van Wateringen · Holy · Slot Honingen · Kasteel van de Heren van Arkel · Kasteel van Gouda · Keenenburg · Kasteel Keukenhof · Klein Poelgeest · Huis te Langerak · Langestein · Huis te Liesveld · Ter Lips · De Loo · Madeburcht · Marenburch · Meerburg · Huis te Merwede · Huis ter Mey · Kasteel van der Meye · Niemandsvriend · Noordeloos · Oud-Berendrecht · Oud-Poelgeest · Oud Teylingen · Paddenpoel · Persijn · Groot Poelgeest · Hof van Putten · Puttensteyn · Landgoed De Raephorst · Kasteel Ravesteyn · Kasteel van Rhoon · Rijnegom · Rijnenburg · Huis te Riviere · Rodenburg · Hofstad Rodenrijs · Rodenrijs · Rosenburgh · Huis Roucoop · Santhorst · Schelluinderberg · Schonenburg · Kasteel van Schoonhoven · Souburgh · Spangen · Starrenburg · Huis ter Specke · Steenvoorde · Stenevelt · Slot Teylingen · Den Toll · Torenvliet · Slot Valckesteyn · Huis ter Waard · Warmont · Ter Weer · Hof van Wena · Kasteel Westerbeek · Huis te Woude · Kasteel van IJsselmonde · 't Zand · Huis Zevender · Kasteel aan de Zevender · Zijlhof · Zonneveld · Huis Zuidwijk · Zwieten